# Zuma acuta
Zuma acuta is een hooiwagen uit de familie Paranonychidae.